# Municipio de Poplar Branch
El municipio de Poplar Branch (en inglés: Poplar Branch Township) es un municipio ubicado en el  condado de Currituck en el estado estadounidense de Carolina del Norte. En el año 2010 tenía una población de 7.823 habitantes.

## Geografía
El municipio de Poplar Branch se encuentra ubicado en las coordenadas 36°13′17.58″N 75°52′22.7″O / 36.2215500, -75.872972.